# 조선인민군
조선인민군(한국 한자: 朝鮮人民軍, 영어: Korean People's Army, KPA)은 조선민주주의인민공화국의 군대이자 조선로동당의 당군이다. 오늘날 조선인민군은 육군, 해군, 공군, 전략군과 특수작전군을 인민군 총참모장이 지휘하는 단일종합군체제이다.
조선인민군은 조선민주주의인민공화국 안에서 인민군(人民軍) 또는 혁명무력(革命武力)으로 불리며, 대한민국에서는 공식적으로 조선민주주의인민공화국을 정식 국가로 인정하지 아니하기 때문에 북한군(北韓軍)이라고 부르기도 하며, 6.25 전쟁 당시에는 조선민주주의인민공화국이 공산국가라는 점을 들어 북한 공산군(北韓 共産軍)이라는 이름으로도 불렸었다.

## 개요
1948년 2월 8일부터 징병제가 시행되었으며 통상 중학교 졸업생(17세)을 대상으로 징집하며, 전문학교 진학자는 졸업시, 공장·기업소 취업자는 25세 미만의 사람을 대상으로 병력 충원시 수시로 강제로 징집하였다. 복무연한은 종래 남자는 30세, 여자는 26세까지였으나 2001년 복무연한을 남자는 27세, 여자는 23세까지로 각 3년씩 단축하였다. 하지만 조선민주주의인민공화국의 사회 분위기상 군대에 갔다오지 않은 자도 혜택이 없기 때문에 대부분의 조선민주주의인민공화국 주민들은 군대에 자발적으로 입대하려고 한다.
대한민국에서의 무력 침공 시에는 열세한 장비를 방대한 병력과 포병력과 특수부대로 보완하여 대한민국 영내에 전방과 후방에 대한 전격적 침공(속도전, 速度戰)을 실시하여, 대한민국 측의 전쟁 수행 능력에 타격을 주는 것을 기본 전략으로 하고 있다. 이를 위해 전력의 70%를 평양-원산선 이남의 전방에 배치되어 있다. 그러나 1990년대부터 전쟁을 장기간 지속할 여력은 없는 것으로 평가되고 있다.
현대전의 수행이 불가능할 만큼 낙후된 장비를 보유하고 있는 조선인민군은 장비확충에 많은 노력을 기울이고 있지만, 고립된 경제적·외교적 상황으로 인해 통상전력으로 대한민국과 대등한 군비경쟁은 불가능한 상황이다. 그래서 조선민주주의인민공화국은 미사일, 핵무기, 화학 · 생물학 무기ㆍ생화학 무기, 잠수함 등의 비대칭 전력에 집중하고 있다.
군인을 국가의 근간으로 한다는 "선군령도(先軍領導)"에 기반하여 인민군에 대한 대우는 한결 나아졌다. 정치, 경제, 행정의 모든 영역에서 조선인민군은 우선적인 대우를 받았고, 그에 따라 자연스레 군인은 각 영역에 세력을 서서히 확대하기 시작했다. 그 결과로 군인들이 최고인민회의의 대의원에 많이 진출하여 정책에 깊이 관여하게 되었다. 조선민주주의인민공화국은 국가 자원의 1/3을 인민군과 군수 사업에 투자하고있다.
조선민주주의인민공화국은 최빈국에 준하는 경제규모를 갖고있음에도 극도로 심한 기아로 인해 현재 고령화 사회에 접어들었다. 이로 인해 대규모의 병력을 유지하기 어려워 이미 복무를 마친 30대 청년층의 재입대까지 자행되는 것으로 확인이 되고 있다. 조선인민군에서는 도둑질까지 일어나고 있다. 또한 군대 사고가 자주 일어나고 있다.

## 역사

### 창설

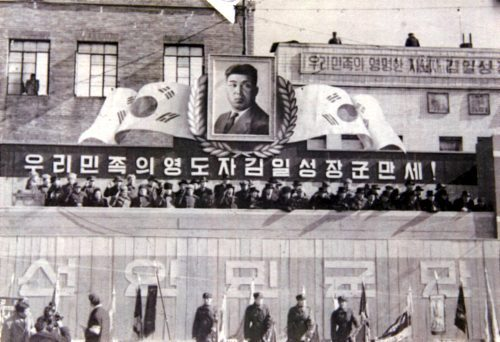
조선인민군 창군. 김일성 초상화 양쪽에 태극기가 휘날리고 있다.

1948년 2월부터 7월까지 사용했던 조선인민군의 상징

1945년 10월 12일, 평양 주둔 소련 25군 사령부는 한반도 북부의 모든 무장조직의 해산을 명령하였고, 이어 10월 21일 소련군 출신 조선인을 중심으로 보안대를 조직하였는데 이것이 조선인민군의 모태가 되었다.
한편 이와는 별도로 철도경비를 담당하는 철도 보안대를 1946년 1월 11일에 창설하였다.
또한 군내 정치사상 교육과 군사분야의 간부양성을 위해 1946년 2월 평양 학원(49년 1월 인민군 제2 군관학교로 개편)과 6월 중앙 보안간부학교(48년 12월제1 군관학교로 개편) 등의 군사 교육기관을 설립·창설하였다.
1946년 8월 15일 규모가 확대된 보안대를 통합·지도하기 위해 평양에 보안간부훈련대대부를 창설했고, 같은 날 인민 집단군 총 사령부로 개칭했다. 초대 총사령관으로는 최용건, 부사령관에는 김책이 추대되었다. 1948년 2월 4일에는 민족보위국이 설립되었고, 마침내 조선민주주의인민공화국 정부수립 7개월전인 1948년 2월 8일 조선인민군이 창설되었다. 초대 총사령관은 최용건, 부사령관은 김책이었고, 1950년 김일성이 총사령관, 최용건은 부사령관이 되었다.
1947년부터 한국 전쟁전까지의 소련의 무기 원조와 1949년 7월 중국인민해방군 소속의 조선인으로 구성된 중국인민해방군166사단 164사단 독립15사단이 귀국하여 조선인민군 5사단, 6사단, 12사단을 편성함으로써 조선인민군의 전력은 크게 증강되었다. 이중 6사단의 모태가 되었던 만주의 리홍광 지대는 1945년 11월 부대 창설시에는 조선의용군 제 1지대였다. 그러던중 1946년 2월 조선인 지도자였던 리홍광이홍광의 이름을 따서 동북 만주연군 리홍광 지대로 이름을 바꾸었다가 1947년 동북 만주연군 요동군구 독립 제4사가 되었고, 1948년 11월에 중국 동북 인민해방군 제4야전군 독립 제166사로 되었다가 인민군 제6사단으로 편제되었다.

### 한국전쟁(조국 해방전쟁)
1948년 8월 15일 대한민국 정부수립과 9월 9일 조선민주주의인민공화국 정권수립으로 분단이 기정사실화된 이후 38도선상에서는 끊임없는 무력충돌이 계속 벌어졌다. 1950년 봄까지 38도선 상에서는 소규모 병력간의 국지전이 계속되었으며 지리산 등지의 남부산악지대에선 빨치산게릴라과 토벌군과의 전투가 계속 이어지는 상황이었다.
1950년 6월 25일 일요일 새벽 3시 30분소련의 지원을 얻은 조선민주주의인민공화국이 남침을 하면서 전쟁이 발발하였다. 개전 초 기습남침과 그에따른 대한민국군이 압도적인 열세의 군전력(포와 탱크가 주로 부족했다고 한다.(포방부가 만들어지는 원인))으로 조선인민군은 빠른시간내에 압도적인 전력으로 남침을 진행하였다. 미군이 6.25 전쟁에 참전하자마자 몇 차례 패퇴시키며 경남까지 쫓아낸 경험이 있었다. 그리고 17개나라가 참전한 유엔군의 상륙으로 전쟁이 장기화 되었고 1953년 7월27일 22시 정전협정이 체결되었다.

### 전후
종래 1948년 2월 8일을 창군일로 제정하여 매년 기념해오다가 1978년부터는 "항일 빨치산 투쟁전통과 연결" 한다는 명분하에 김일성이 중국에서 항일 유격대를 창설했다고 주장하는 1932년 4월 25일로 창군일을 변경하였다. 그러다가 2018년부터 창군일을 다시 2월 8일로 돌리게 된다.

### 현재
현재 조선인민군은 심각한 경제난으로 유류나 각종 군수품의 보급이 부족하여 제대로 훈련을 실시하지도 못하고 있으며, 식량 또한 부족해 상당수의 병사들이 영양실조에 걸려있는 상태이다. 이로 인해 군 기강이 문란해져 병사들의 탈영과 민간에 대한 약탈이 빈번해지고 있고, 군관들은 그나마 보급된 자원을 횡령 · 착복하고 있는 데다가 국경지역의 조선인민군 정치지도원들은 탈북자들에게 조선민주주의인민공화국의 돈이 아닌 대한민국의 현금(지폐)으로 500만원을 받고 탈북을 시켜 주는 등의 부정행위로 상황은 악화되고 있다고 한다. 전방사단 병력은 얼룩무늬 군복을 착용한다.
명목상으로는 128만 병력의 대군이지만 실상은 청년 돌격대가 과반수를 차지하는 등 실제로 전투에 참가하는 병력은 대한민국 국군보다 숫자가 적다. 청년 돌격대 중 '속도전 청년 돌격대'만 40만 명의 병력이다. 청년 돌격대는 신분만 군인일 뿐 실제로는 건설 근로자에 더 가까운 인원으로 쉽게 예를 들면 현대건설을 육군 현대 부대로 만든 격이다. 그렇기 때문에 청년 돌격대는 개인화기는 지급되지 않으며 그 대신 삽, 곡괭이 등 건설 연장을 사용한다.
2010년 10월 국정감사를 통한 발표로 조선인민군은 전자전 능력도 보유하였다.

## 공식 창건일
원래 조선인민군의 공식 창건일은 1977년까지 1948년 2월 8일이었으나, 김일성이 자신이 조직한 항일 빨치산 부대, 즉 조선인민혁명군이 실제 뿌리라며 1978년에 1936년 4월 25일로 변경하였다. 하지만 김정은이 공식 창건일을 2018년에 1948년 2월 8일로 재변경하였다.

## 규모
조선인민군은 정규군 약 128만명, 예비군 약 762만명으로 세계 3위의 대규모 병력을 보유하고 있고, 병력만 보면 세계 4위로 평가된다.

## 충원방식
군인 신분 비율 상 대한민국 국군처럼 병사는 100% 징집병으로 이루어져 있으며 직업 병사는 없다.
징병 방식이 완전 징병제이며 이는 입영 대상자의 의견은 일절 반영되지 않으며 오직 조선로동당에서 정해준 대로 입대해야만 한다. 해당 과정으로 입대하기 싫다고 해서 다른 과정으로 입대하는 게 허가되지 않는다. 대한민국 국군의 경우 징병제이긴 하나, 무엇으로 입대하는 지를 입영 대상자 본인의 선택에 의해 결정되는 것과는 상반된다.
- 기본적으로 모두 하전사로 입대한다. 이는 여자도 예외가 없으며 단, 여자{7년}는 남자(10년)보다 병역의무기간이 약간 짧을 뿐이다. 또한 보병은 전원 남성 병사들로만 구성되며 여성 병사는 대부분 포병 병과를 받아서 고사포 부대에 배치된다.

- 이 중 정치지도원에게 지명되어 군관으로 선발되는 '직발군관' 제도가 존재하는데 이는 지명을 받게 되면 절대로 거절할 수 없다.

- 미모가 빼어난 소녀들은 기쁨조로 징병된다.
- 각 도 별로 싸움실력이 뛰어난 청소년들을 강제로 선발하여 평양으로 보내어 추가 시험을 치뤄서 호위사령부 요원으로 징병한다,
- 김일성 일가나 최룡해 등 최상위권 핵심계층의 경우, 처음부터 장령으로 임관한다. 김정은 역시 처음부터 대장으로 임관했다.
- 반면 현역 군인 간 결혼하게 되면 둘 다 생활전역(대한민국 국군으로 따지자면 현역 부적합 전역)을 하게 된다. 따라서 조선인민군에는 군인 부부는 존재하지 않으며 한쪽이 제대해야 정상적으로 결혼하는 게 가능하다.

## 지휘 체계
조선인민군의 최상위 지휘기구는 국무위원회이다. 국무위원회는 전반적인 국방정책을 관장하는 '국가주권의 최고군사지도기관'으로 2016년의 헌법 개정에 의해 헌법기관이 되었다.
산하에 총정치국, 총참모부, 인민무력성, 보위사령부가 있다. 총정치국은 군의 정치사상 과업을 관장하고, 군령권을 가지는 총참모부는 육·해·공군의 작전을 지휘·통솔한다. 조선민주주의인민공화국 헌법개정으로 국무위원회 소속의 수평적 지휘체제가 됨으로써 인민무력성의 위상과 기능은 많이 약화되었지만, 인민무력성은 여전히 군의 대표기관으로서 군수, 재정 등의 군정권을 행사한다. 보위국은 군내의 방첩활동을 관장한다.

## 조직

### 육군

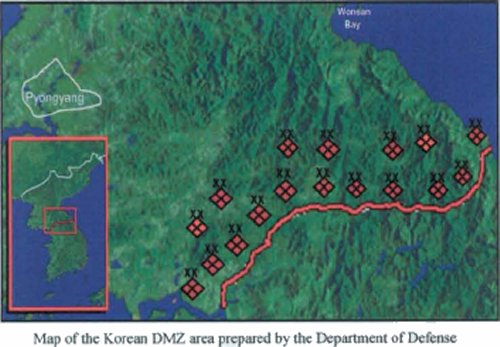
조선인민군 륙군의 배치 현황

조선인민군 륙군기

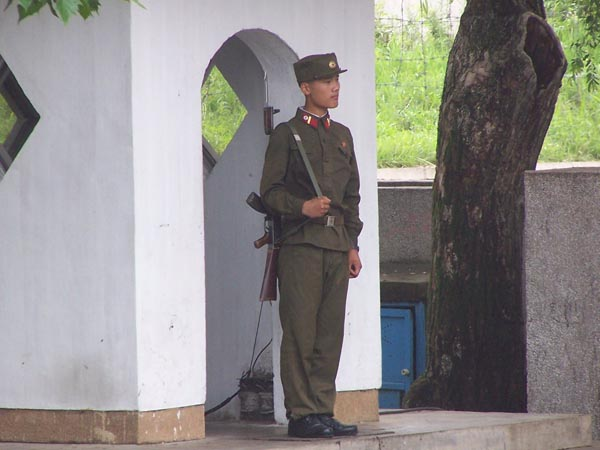
2005년에 촬영된 조선인민군의 병사

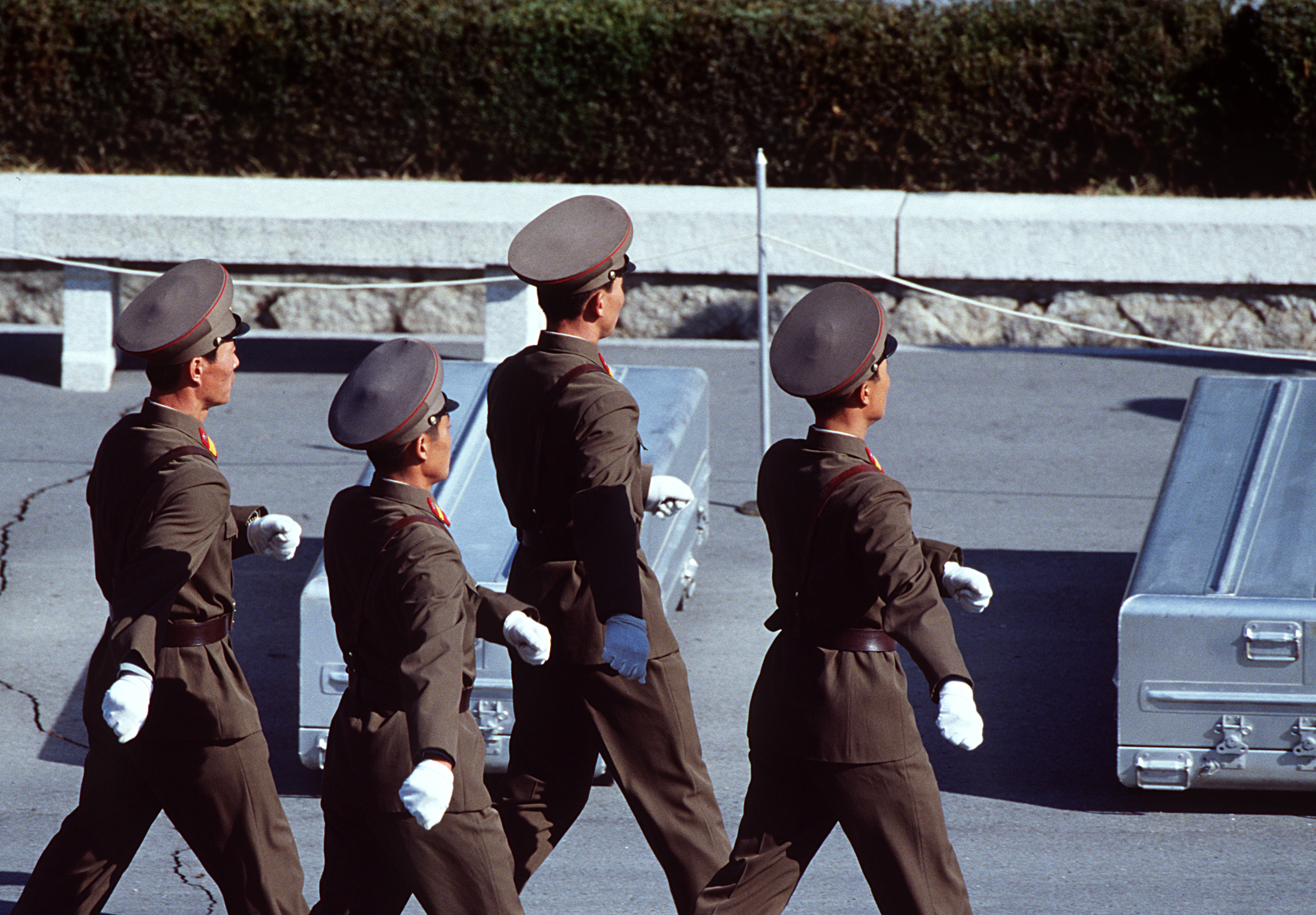
조선인민군의 병사들

조선인민군 륙군은 약 128만 명으로, 9개의 전·후방 군단, 2개의 기계화 군단, 평양방어사령부, 국경경비사령부, 미사일지도국, 경보지도국의 총 15개의 군단급 부대로 구성되어 있다. 군단 이하의 제대는 86개의 사단과 59개의 기동여단, 10개의 교도여단으로 편성되어 있다.
전차 약 4,100 대, 장갑차 약 2,100 대, 야포 약 8,500 문, 방사포(다련장 로켓) 약 5,100 문, 도하장비(K-61 / S형 부교) 약 3,000 대를 보유하고 있다.
평양-원산선 이남에 총전력의 70%를 배치하고 있다. 한국전쟁(문화어: 조국해방전쟁)의 교훈으로 제공권의 중요성을 인식했기에 많은 대공포(AAM)들을 전선에 집중 배치하였다. 조밀한 방공망이며 세계적인 수준이다. 대공포의 경우 평양 주위와 영변일대, 황해도 4군단지역의 밀집도가 다른 지역에 비하여 매우 높다.
한편 장사정포(170mm자행포 및 240mm방사포)는 대한민국의 수도권 지역을 기습 선제 타격할 수 있다. 백령도 인근 장산곶과 옹진반도, 연평도 근처 강령반도의 해안가를 비롯한 장재도, 무도, 대수압도 등에는 해안포 900여문이 배치돼 있다. 군항인 해주항 일원에만 100여문을 집중적으로 배치했다. 해안포는 사정거리 27km의 130mm, 사정거리 12km의 76.2mm가 대표적이며 일부 지역에는 사정거리 27Km의 152mm 지상곡사포(평곡사포)가 배치되어 있다. 또 사정거리 83~95Km에 이르는 샘릿, 실크웜 지대함 미사일도 NLL 북쪽 해안가에 다수 설치됐다.
조선인민군 륙군은 이라크전쟁의 전훈을 받아들여 특수전 전력의 확충과 갱도 건설과 기만기 개발로 후방지역의 생존성 확보에 노력하고 있다. 현재 조선인민군 륙군의 경우 방독면을 항상 휴대하게 하고 있으며 매일 방독면을 착용한 채로 구보를 하는 훈련을 실시하고 있다.
륙군 보병부대에 지정사수가 편성되어 있다.

### 해군

조선인민군 해군기

조선인민군 해군은 총 6만여의 병력 규모로 해군사령부 예하에 동해와 서해의 2개의 함대 사령부와 13개 전대 및 2개의 해상저격여단으로 구성되어 있다.
수상전투함정 약 420 척, 잠수함정 약 145 척, 상륙함정 약 260 척, 소해정 약 30 척, 그 외 함정 약 30 척을 보유하고 있다. 전력의 약 60%가 전진 배치되어 있다.
조선인민군 해군은또한 대한민국 해군보다 빈약한 해상 전력으로 주로 해상전보다는 특수전 전력과 연계한 병력의 침투·상륙 수단의 확충에 많은 노력을 하고 있다. 해군에서 가장 큰 전력인 잠수함 전력은 특수부대의 침투지원, 기뢰 부설, 수상함 공격 등의 임무를 맡고 있다. 빈약한 수상전력을 보조하기 위해 함대공 미사일, 대함 미사일, 지대함 미사일과 신형 어뢰의 개발과 해안방어를 강화하는 중이다.
수상전력의 거의 대부분이 전형적인 연안해군이다.

### 공군

조선인민군 공군기

조선인민군 공군의 라운델

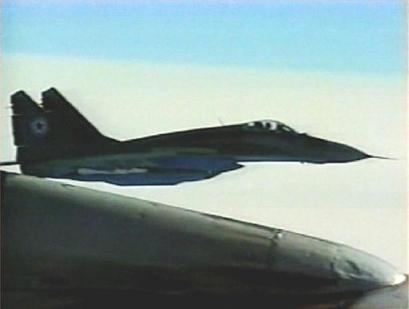
조선인민공화국 공군의 미코얀 MiG-29, 2003

조선인민군 공군은 총 11만여 명의 병력 규모로 공군사령부의 지휘 아래 4개 비행사단과 2개 전술수송여단, 2개 공군저격여단, 지상방공부대로 구성되어 있다.
질이나 숫적으로도 우세한 대한민국 공군과 미국 공군 때문에, 조선인민군 공군은 항공전보다는 주로 후방침투, 테러, 지상방공 역할을 하고 있다.
전투기 약 920 대, 정찰기 약 30 대, 공중기동기(AN-2포함) 약 330 대, 헬기 약 300 대, 훈련기 약 170 대를 보유하고 있다.
이 중 약 40%가 평양-원산선 이남에 배치되어 있다.
노후된 구형 장비들이 대다수인 전술기들은 기습공격이 가능하도록 전진배치하고 있으나, 극심한 경제난으로 훈련에 상당한 어려움을 겪고 있다. 특히 실제비행훈련은 1년에 10시간 정도에 지나지 않는다. 훈련은 한달에 1회 30~40분가량 실시할 뿐이다.
한국 전쟁의 전훈으로 조선인민군은 방공망의 확충에 큰 노력을 기울이고 있다. SA-2 , SA-5 ,SA-18 지대공 미사일 등을 배치하였다. 방공부대는 장거리 고고도 유도 체계인 S-200을 동 · 서부에 배치하고 S-75 · S-125를 비무장지대와 동·서 해안과 평양 부근에 밀집배치하고 있다. 또한, 종래의 고정식 진지에 이동식 발사장비를 추가 배치하는 추세이다. 방공작전을 효율적으로 수행하기 위해 자동화된 방공통제체계를 구축하려고 하나 예산이 천문학적으로 모자란 실정이다.

### 전략군
미사일지도국에서 전략로켓사령부로 바뀌었다. 규모는 기밀인데 군단급 규모로 추정되고 있다. 전략 로켓군은 미사일의 개발과 생산, 작전 배치 임무를 맡고 있는 것으로 알려져있다.
예하에 4개의 미사일 공장과 12개의 발사기지를 운용하고 있는 것으로 알려져 있다. 1993년 5월 로동 1호 미사일, 1998년 8월 31일 대포동 1호(백두산 1호) 미사일, 2006년 7월 5일 대포동 2호(백두산 2호 혹은 목성 2호) 미사일을 시험 발사한 바 있으며, 2009년 4월 5일 은하 2호 위성발사 로켓을 발사한 바 있다.
본래 미사일지도국으로 알려져 있었으나, 2012년 3월 3일 김정은이 전략로켓사령부를 시찰한 이후부터 전략로켓사령부의 존재가 알려졌다. 동년 4월 15일 열병식부터 참여하였으며, 그 존재가 김정은의 연설로 전략 로켓군으로 공식화되어 발표되었다.
탄도미사일(재래식 탄두, 화학 탄두, 핵 탄두)을 운용한다. KN-08 대륙간 탄도 미사일의 엔진 성능개량 시험을 실시하였다. 몇 기를 개발했는지는 확인 할 수 없다. TEL에 탑재되어 있는데 TEL은 정찰 위성이나 레이다 탐지 사각지역에 숨어 미사일을 발사할 수 있는 장점 때문에 위협적인 무기체계다. 150~250여 기가 실전배치된 사정거리 1300Km의 노동 탄도 미사일의 TEL도 27~40대로 파악되고 있다. 괌을 사정권에 둔 무수단 탄도 미사일 운용부대는 14대의 TEL을 보유한 것으로 분석된다.

### 특수작전군
조선인민군 특수작전군은 총 20만여 명의 병력 규모로 비대칭적인 전력이다. 한국 전쟁(문화어: 조국해방전쟁) 이후로 현재까지 계속 대한민국 영토에 병력을 후방으로 집중 침투시키고 주요시설을 폭파하는 등의 역할을 계속 하였다.

1개 특수작전대대, 8개 항공육전여단, 2개 해상저격여단, 4개 정찰병여단, 9개 경보병여단, 군단 배속 35개의 경보병대대, 특수기동 및 지원임무를 가진 5개 혼성여단, 4개 저격여단, 여단급 핵배낭 부대 등이 있다.

### 예비 전력
조선인민군의 예비전력은 총 약 770만 명이다.
- 로농적위군(예비군에 해당) 약 570만 명.
- 교도대 약 60만 명(남자 17~50세, 여자 17~30세)이며 로농적위군 산하 조직이다.
- 붉은청년근위대(중학교와 고등학교의 군사조직) 약 100만 명.
- 준군사조직 약 40만 명. 호위사령부, 사회안전성 등 치안기구와 군수동원지도국, 청년돌격대 등[19]

그러나 이는 공식적인 것일 뿐이며 실제로 조선민주주의인민공화국은 민간인에게도 군사훈련을 실시하여 필요에 따라서 응소시키므로 사실상 전 국민이 모두 군인이라고 보아야 한다.

## 군수산업
- 제2경제위원회는 조선민주주의인민공화국 국방위원회 산하기관으로 그 밑에 총국, 1국에서 7국까지 모두 8개 부서로 나뉘어 조선민주주의인민공화국의 군수산업을 담당하고 있다. 1국은 개인화기 및 탄약생산업무, 7국은 항공기 생산과 도입 등을 담당한다.

## 군사 칭호
조선인민군의 군사칭호는 1952년 12월 31일 최고인민회의 상임위원회에서 최초로 제정되었다. 군관계급은 4단계로 구별되어 있고, 당초 사병계급은 전사, 상등병으로 단순화되어 있었으나 1998년의 군제개혁으로 4분류로 변경되었다. 대원수 계급은 1992년 4월 김일성의 80회 생일을 기념하여 당중앙위원회, 당중앙군사위원회, 국방위원회, 중앙인민위원회 공동 결정으로 김일성을 조선인민군 대원수로 추대함으로써 최초로 등장한 계급이다. 김일성 사후 대원수 계급을 부여받은 인물은 김정일 밖에 없다.
특이한 점이 있다면 원수급은 전원 육군으로만 구성되어 있으며 해군이나 공군의 경우, 대장에서 차수로 진급하면 군종이 육군으로 변경되는데 실제로 김일철 해군 대장이 차수로 진급하자 육군으로 변경되었다.
계급 인플레이션이 심각한 상황이다.
- 분대장: 중사

대한민국 국군 기준 하사급 보직
- 사관장(행정보급관): 특무상사(원사)

대한민국 국군 기준 상사급 보직
- 소대장: 소위

대한민국 국군 기준 소위급 보직
- 중대장: 대위

대한민국 국군 기준 대위급 보직
- 대대장: 상좌

대한민국 국군 기준 중령급 보직
- 연대장: 소장

대한민국 국군 기준 대령급 보직
- 사단장: 상장

대한민국 국군 기준 소장급 보직
- 군단장: 대장

대한민국 국군 기준 중장급 보직
- 총참모장(참모총장): 차수 또는 조선인민군 원수

대한민국 국군 기준 대장급 보직
- 최고사령관(대통령): 공화국 원수

이런 식으로 장성급 장교가 연대장을 하는 상황이며 같은 보직 대비 대한민국 국군보다 계급이 높다.
|                     | 계급                                                          | 견장     | 견장     | 견장     | 견장       | 견장       |
| ------------------- | ------------------------------------------------------------- | -------- | -------- | -------- | ---------- | ---------- |
| 원수급 (元帥級)     | 조선민주주의인민공화국 대원수 (朝鮮民主主義人民共和國 大元帥) |          |          |          |            |            |
| 원수급 (元帥級)     | 조선민주주의인민공화국 원수 (朝鮮民主主義人民共和國 元帥)     |          |          |          |            |            |
| 원수급 (元帥級)     | 조선인민군 원수 (朝鮮人民軍 元帥)                             |          |          |          |            |            |
| 원수급 (元帥級)     | 조선인민군 차수 (朝鮮人民軍 次帥)                             |          |          |          |            |            |
| 원수급 (元帥級)     |                                                               | 육군견장 | 해군견장 | 공군견장 | 보안부견장 | 보위부견장 |
| 장령급 (將領級)     | 대장 (大將)                                                   |          |          |          |            |            |
| 장령급 (將領級)     | 상장 (上將)                                                   |          |          |          |            |            |
| 장령급 (將領級)     | 중장 (中將)                                                   |          |          |          |            |            |
| 장령급 (將領級)     | 소장 (少將)                                                   |          |          |          |            |            |
| 좌관급 (佐官級)     | 대좌 (大佐)                                                   |          |          |          |            |            |
| 좌관급 (佐官級)     | 상좌 (上佐)                                                   |          |          |          |            |            |
| 좌관급 (佐官級)     | 중좌 (中佐)                                                   |          |          |          |            |            |
| 좌관급 (佐官級)     | 소좌 (少佐)                                                   |          |          |          |            |            |
| 위관급 (尉官級)     | 대위 (大尉)                                                   |          |          |          |            |            |
| 위관급 (尉官級)     | 상위 (上尉)                                                   |          |          |          |            |            |
| 위관급 (尉官級)     | 중위 (中尉)                                                   |          |          |          |            |            |
| 위관급 (尉官級)     | 소위 (少尉)                                                   |          |          |          |            |            |
| 하사관급 (下士官級) | 특무상사 (特務上士)                                           |          |          |          |            | 없음       |
| 하사관급 (下士官級) | 상사 (上士)                                                   |          |          |          |            | 없음       |
| 하사관급 (下士官級) | 중사 (中士)                                                   |          |          |          |            | 없음       |
| 하사관급 (下士官級) | 하사 (下士)                                                   |          |          |          |            | 없음       |
| 전사급 (戰士級)     | 상급병사 (上級兵士)                                           |          |          |          |            | 없음       |
| 전사급 (戰士級)     | 중급병사 (中級兵士)                                           |          |          |          |            | 없음       |
| 전사급 (戰士級)     | 초급병사 (初級兵士)                                           |          |          |          |            | 없음       |
| 전사급 (戰士級)     | 전사 (戰士)                                                   |          |          |          |            | 없음       |

- 정치지도원: 대한민국 국군에는 없는 직책으로 가장 비슷한 직책이 편제상으로는 중대 운영장교가, 임무상으로는 감찰장교가 이에 해당된다. 중대 기준 중위가 맡으며 보통 지휘관보다 1계급 하급자가 맡게 되는데(사단 기준 중장) 지휘관이 부대를 제대로 통솔하는지의 여부와 부대가 돌아가는 분위기를 차상급부대에 보고하는 임무를 수행하며 중대 정치지도원의 경우는 하전사들의 정신교육을 담당하기도 한다. 임무특성상 부대내에서 오히려 지휘관보다 파급효과가 크며 심지어는 정치지도원의 보고 내용에 따라 지휘관을 포함하여 부대 내부의 어떤 간부든 다른 간부로 교체되기도 한다.[21][22][23]

- 사관장: 대한민국 국군의 행정보급관에 해당하는 역할로, 주로 특무상사가 맡게 된다. 하전사에게 명령이나 지시를 하달할 수 있으며, 군관들이 지휘하는 교육훈련과 작업시간을 제외한 일과에서 하전사들의 관리, 중대의 군관·하전사들의 양식·피복공급 및 관리, 각종 근무조직과 근무 인원들의 관리, 중대 건물의 관리, 일체 내무생활의 지휘·관장, 중대 기록문건의 유지·보관, 취사장 및 식당의 관리, 무기의 보관·관리, 과외작업 및 잡무의 지휘관장 등의 임무를 수행한다.

- 초기복무사관: "초기"는 初期가 아니라 超期이다. 즉, 원래 복무연한을 넘긴 하사관 또는 전사 중에 20년 이상 장기복무를 하게 되는 군인들이 이 신분으로 전환된다. 계급장의 모양은 전군 공통으로 배색반대로 되어 있다. 즉 노란 바탕에 자신의 해당군을 나타내는 색깔의 띠가 그려져 있다. 대한민국의 준위와 같은 개념으로 특정분야의 전문가 위주로 편성되어 있다.

- 중대 행정 계원: 대한민국 국군의 중대 행정계원과 같은 임무를 수행하지만 그 신분은 명백히 다르다. 일병 이후 학력이 좋은 인원으로 선발하여 병 신분으로 복무하는 대한민국 국군의 중대 계원과는 달리 조선민주주의인민공화국 국군의 중대 계원은 분대장 과정을 마친 부사관이 담당하도록 되어 있다.

## 인사 제도

### 정치활동의 영향
조선 인민군에서는 조선 노동당 당원 입당여부에 따라 진급이 크게 달라진다. 일단 조선 노동당원이 되면 ‘직발 군관’을 응시할 자격이 부여되며 진급도 비당원에 비해 비교가 안될 만큼 매우 빠르다.

### 구두 칭찬
분대장 급 이상의 지휘임무수행자의 경우 자신의 휘하 병력을 통제할 권한을 상관에게 부여받는다. 인민군 지휘임무수행자로부터 칭찬을 받은 군인은 지휘 임무 수행자가 문서가 아닌 말로써 칭찬했더라도 인사고과에 적극 반영되어, 진급이나 직책을 받을 때에 가산점이 부여되는데 이를 구두 칭찬이라 한다. 자신의 지휘관 또는 상급자으로부터 구두칭찬을 받은 군인은 칭찬을 받은 날짜와 시간, 내용이 해당군인의 자력표에 기록된다.

### 직발 군관
구두 칭찬을 비롯하여 인사고과에 도움이 되는 많은 상을 받았거나 실력있는 조선 인민군 병사는 2차 징집이 되어 인민군 군관으로서 훈련을 받고 소위로 임관하는데 이를 직발 군관(織跋 軍官)이라 한다.

## 장비
조선인민군의 장비는 자국산과 소련, 중국산 무기를 주로 운용하는데, 개조해서 사용하기도 한다. 1950-1960년대에 도입된 구식 장비가 대부분을 차지하고 있다.
MIG-29A 등 비교적 새로운 병기도 일부 배치되고 있지만, 40기 (2개 대대)를 보유중이다.
순천 공군기지에 20대 (1개 대대)배치되어 있다.
MIG-19는 조선 인민군 공군의 숫적인 우세를 담당하는 전투기로 많은 수를 차지하고 있다.
또한 장비는 독자 개량 또는 개조를 실시한 것으로 추정되나 상세 불명인 것이 많다.
구식 장비는 부품 조달이 곤란한 것도 많아 운용 및 유지에 필요한 부품 조달도 어려워 실제로 유효하다고 볼 수 있는 전력은 그다지 많지 않은 것으로 추정된다.
주로 한국전쟁 때 위용을 떨치던 T-34/85를 개조하여 다양하게 활용하고 있으며(해군고속정에 T-34/85의 포탑을 장착하는 등)특히 조선인민군 공군은 훈련 및 전력 유지가 제대로 되지 않을 정도로 부품이나 연료가 부족하다고 한다.
천마호 전차와 폭풍호 초기형과 후기형이 존재한다.
성능의 불리함을 수적 우세로 그 불리함을 상쇄하고 있으며 대남침투 수단인 잠수함들과 공기 부양정은 경계대상이다.
조선인민군 공수부대는 헬리콥터를 이용한 강하훈련은 하지 못하고 강하탑에 사다리를 타고 올라가 강하훈련을 한다고 보도되고 있다.
MIG-21 등 전투기들을 무인 항공기(UAV)로 개조하였다. 이란을 통해 무인 정찰기(UAV) 도입을 해서 서해상에서 운용 중이다.

## 비판
징병제를 하고 있다. 하지만, 적어도 무엇으로 입대 하는지의 여부는 입대 당사자가 결정할 수 있는 대한민국의 병역 제도와는 달리 조선민주주의인민공화국의 병역 제도는 그런 선택권을 허락하지 않는다. 무조건 조선로동당에서 정해주는 대로 입대해야만 하며 거절은 불가능하다. 애초에 조선민주주의인민공화국의 국민들은 태어나자마자 무엇이 되는지 이미 결정된 채로 인생을 살게 된다. 이 때문에 적성과 동기부여는 원천 봉쇄되며, 따라서 업무 효율이 극단적으로 떨어진다.
병력의 머릿수는 무리할 정도로 많은 반면 보급에 이에 한참 못 미치는 문제점이 있다. 이로 인하여 조선인민군은 군량이 부족해 굶는 일이 비일비재하며 그래서 조선인민군 병력들은 민가로 내려와 노략질을 일삼는 등 군기가 아주 엉망이다. 또한 숙청을 지나치게 자주 실시해 사기가 극도로 떨어져 있으며 정치지도원의 존재로 인해 지휘통솔권이 이원화 되어 있으며 이로 인해 지휘관과 담당 정치지도원이 갈등을 일으키면 부대 운영이 힘들어진다.

## 같이 보기
- 조선인민내무군(조선인민경비대)
- 인민무력성
- 국가안전보위부
- 조선민주주의인민공화국의 병역 제도
- 한국 전쟁
- 휴전선
- 판문점
- 대한민국 국군
- 일본 자위대(JSDF)
- 미국의 군사
  - 주한 미군(USFK)
  - 주일 미군(USFJ)
- 한미연합사령부(ROK-US CFC)
- 러시아 연방군(AFRF)
- 중국인민해방군(PLA)
- 중화민국군